# Melitaea schwingenschussi
Melitaea schwingenschussi är en fjärilsart som beskrevs av Felix Bryk 1940. Melitaea schwingenschussi ingår i släktet Melitaea och familjen praktfjärilar. Inga underarter finns listade i Catalogue of Life.